# Thomas Strässle
Thomas Strässle, né le 14 décembre 1964, est un joueur professionnel de squash représentant la Suisse. Il est champion de Suisse en 1987.

## Biographie
Il est joueur professionnel atteignant la 85e place au classement ISPA. Il est champion de Suisse en 1987 et il est ensuite entraîneur de l'équipe nationale suisse.

## Palmarès

### Titres
- Championnats de Suisse : 1987